# Glennis Grace
Glennis Grace, född 19 juni 1978 i Amsterdam, är en nederländsk sångerska. Vid 15 års ålder vann hon 1994 TV-programmet Soundmixshow (nederländska Sikta mot stjärnorna) som Whitney Houston.
Med powerballaden My Impossible Dream vann hon den nederländska uttagningen till Eurovision Song Contest 2005 i Kiev, Ukraina. Där lyckades hon inte ta sig vidare från semifinalen och slutade där på femtonde plats med 53 poäng.  
Glennis Grace deltog i America's got talent 2018 där hon gick till final.